# Lucjan Lis
Lucjan Roman Lis (ur. 8 sierpnia 1950 w Bytomiu, zm. 26 stycznia 2015 Unna, Niemcy) – polski kolarz szosowy, wicemistrz olimpijski oraz dwukrotny medalista mistrzostw świata, ojciec niemieckiego kolarza Lucasa Lissa.

## Kariera
Pierwszy sukces w karierze Lucjan Lis osiągnął w 1971 roku, kiedy wspólnie z Edwardem Barcikiem, Stanisławem Szozdą i Janem Smyrakiem zdobył brązowy medal w drużynowej jeździe na czas na mistrzostwach świata w Mendrisio. W tej samej konkurencji Polacy w składzie: Tadeusz Mytnik, Lucjan Lis, Stanisław Szozda i Ryszard Szurkowski zdobyli złoty medal podczas mistrzostw świata w Barcelonie dwa lata później. W międzyczasie Lis wystartował na igrzyskach olimpijskich w Monachium w 1972 roku, gdzie w wyścigu drużynowym, razem z Barcikiem, Szozdą i Szurkowskim zdobył srebrny medal. Na tych samych igrzyskach wziął też udział w wyścigu ze startu wspólnego, kończąc rywalizację na 36. pozycji. Ponadto w 1972 roku był drugi w klasyfikacji generalnej wyścigu Dookoła Bułgarii, rok później był najlepszy w Tour de Pologne oraz zajął siódme miejsce indywidualnie i pierwsze drużynowo w Wyścigu Pokoju. W 1970 roku zdobył brązowy medal mistrzostw Polski w wyścigu ze startu wspólnego. W 1972 został odznaczony Złotym Krzyżem Zasługi.
Karierę zakończył w 1975, ponieważ lekarze stwierdzili u niego daleko posuniętą niewydolność obu nerek. W 1977 wyjechał do RFN, gdzie zamieszkał na stałe.